# 헝가리의 6.25 전쟁 지원

헝가리 인민공화국의 기

6.25 전쟁 당시 헝가리는 사회주의 우방국가였던 북한에 의료 지원을 실시하였다.

## 상세
소련과 중화인민공화국, 그리고 사회주의 동유럽 국가들은 북한을 직간접적으로 지원하였다. 그 중 헝가리는 한국전쟁 중 북한에 의료진과 의료물자를 보내서 북한의 조선인민군을 지원하였다. 헝가리는 한국 전쟁이 휴전하면서 북한에 야전병원을 건설하여 1950년부터 1957년까지 대략 8년 동안 운영하였다. 헝가리는 꾸준히 외과 의사, 간호사, 그리고 의무병들을 북한에 파견하였으며, 고통받는 고아들과 학생들을 거두었다고 한다. 헝가리는 평양 만경대, 증산, 양덕, 사리원, 희천 등에 병원을 설립하였으며, 북한에게 의료 협력을 1950년부터 1957년까지 실행하였다.